# Championnat du Swaziland de football 2014-2015
Navigation
Édition précédente Édition suivante
La saison 2014-2015 du Championnat du Swaziland de football est la trente-neuvième édition de la Premier League, le championnat national de première division au Swaziland. Les douze équipes engagées sont regroupées au sein d'une poule unique où elles affrontent deux fois leurs adversaires, à domicile et à l'extérieur. En fin de saison, les deux derniers du classement sont relégués et remplacés par les deux meilleures équipes de deuxième division.
C'est le club de Royal Leopards FC, tenant du titre, qui remporte à nouveau la compétition cette saison après avoir terminé en tête du classement final, avec onze points d'avance sur Mbabane Swallows et seize sur Young Buffaloes FC. C'est le cinquième titre de champion du Swaziland de l'histoire du club.

## Participants
- Masibini Red Lions FC - Promu de D2
- Moneni Pirates
- Manzini Sundowns
- Manzini Wanderers
- Young Buffaloes FC
- Manzini Sea Birds FC
- RSSC United
- Mbabane Highlanders - Promu de D2
- Mbabane Swallows
- Malanti Chiefs FC
- Green Mamba
- Royal Leopards FC

## Compétition

### Classement
Le classement est établi sur le barème de points suivant : victoire à 3 points, match nul à 1, défaite à 0.
| Rang | Équipe                 | Pts | J  | G  | N | P  | Bp | Bc | Diff |
| ---- | ---------------------- | --- | -- | -- | - | -- | -- | -- | ---- |
| 1    | Royal Leopards FCT     | 53  | 22 | 16 | 5 | 1  | 52 | 16 | +36  |
| 2    | Mbabane Swallows       | 42  | 22 | 13 | 3 | 6  | 41 | 25 | +16  |
| 3    | Young Buffaloes FC     | 37  | 22 | 10 | 7 | 5  | 32 | 23 | +9   |
| 4    | Green Mamba            | 36  | 22 | 10 | 6 | 6  | 38 | 27 | +11  |
| 5    | Mbabane HighlandersP   | 35  | 22 | 10 | 5 | 7  | 36 | 35 | +1   |
| 6    | Manzini Sundowns       | 31  | 22 | 8  | 7 | 7  | 16 | 14 | +2   |
| 7    | Masibini Red Lions FCP | 28  | 22 | 7  | 7 | 8  | 32 | 40 | -8   |
| 8    | Malanti Chiefs FC      | 27  | 22 | 8  | 3 | 11 | 33 | 33 | 0    |
| 9    | Manzini Sea Birds FC   | 25  | 22 | 8  | 1 | 13 | 24 | 42 | -18  |
| 10   | Manzini Wanderers      | 23  | 22 | 5  | 8 | 9  | 25 | 28 | -3   |
| 11   | Moneni PiratesC        | 22  | 22 | 5  | 7 | 10 | 22 | 32 | -10  |
| 12   | RSSC United            | 6   | 22 | 1  | 3 | 18 | 15 | 51 | -36  |

|  | Qualification pour la Ligue des champions de la CAF 2016                                  |
|  | Qualification pour la Coupe de la confédération 2016                                      |
|  | Relégation directe en deuxième division                                                   |
|  | T : Tenant du titre C : Vainqueur de la Coupe du Swaziland P : Promu de deuxième division |

## Bilan de la saison
| Championnat du Swaziland de football 2014-2015 |                              |
| Champion                                       | Royal Leopards FC (5e titre) |
| Coupes et trophées                             |                              |
| Vainqueur de la Coupe du Swaziland 2014-2015   | Moneni Pirates               |
| Qualifications continentales                   |                              |
| Ligue des champions de la CAF 2016             | Royal Leopards FC            |
| Coupe de la confédération 2016                 | Moneni Pirates               |
| Promotions et relégations                      |                              |
| Promus en Premier League                       | Bad Boys Fairview FC         |
| Promus en Premier League                       | Midas Mbabane City FC        |
| Relégués en First Division League              | Moneni Pirates               |
| Relégués en First Division League              | RSSC United                  |